# Krystynopol (gmina)
Krystynopol – dawna gmina wiejska istniejąca w latach 1934–1951 w woj. lwowskim/lubelskim. Siedzibą gminy był Krystynopol (obecnie jest to miasto Ukrainie o nazwie Szeptycki).
Gmina zbiorowa Krystynopol została utworzona 1 sierpnia 1934 roku w powiecie sokalskim w woj. lwowskim z dotychczasowych jednostkowych gmin (wsi): Bendiuchy, Boratyn, Dobraczyn, Głuchów, Klusów, Krystynopol, Madziarki, Nowy Dwór, Ostrów, Poturzyca, Zawisznia i Żabcze Murowane.
Podczas wojny gmina została włączona przez władze hitlerowskie do Landkreis Hrubieszówz w dystrykcie lubelskim (GG). Wytyczona na Bugu i Sołokii granica między GG a ZSRR (a od 1941 między dystryktami lubelskim a Galicją) sprawiła, że miejscowości prawobrzeżne zostały odłączone od gminy:
- Poturzycę włączono do nowo utworzonej gminy Sokal (powiat kamionecki, dystrykt Galicja),
- Bendiuchy włączono do gminy Korczyn (powiat kamionecki, dystrykt Galicja),
- prawobrzeżną, większą część Głuchowa włączono do gminy Parchacz (powiat kamionecki, dystrykt Galicja),
- wyjątkowo, lewobrzeżną, mniejszą część Głuchowa włączono do gminy Bełz w Landkreis Hrubieszów.

Ponadto do gminy Krystynopol przyłączono lewobrzeżne części Sokala – Zabuże i Żwirkę.
Tak więc w 1943 roku gmina składała się z 11 gromad: Boratyn, Dobraczyn, Klusów, Krystynopol, Madziarki, Nowy Dwór, Ostrów, Zabuże, Zawisznia, Żabcze i Żwirka
W 1944 roku nieco mniejsza niż w 1939 roku gmina została utrzymana przez administrację polską w rekatywowanym powiecie hrubieszowskim (woj. lubelskie). Gmina została zniesiona w dniu 28 maja 1951 roku w związku z odstąpieniem jej obszaru Związkowi Radzieckiemu w ramach umowy o zamianie granic z 1951 roku. Była to jedyna z 7 wiejskich gmin dotkniętych korektą, która w całości została włączona do ZSRR.